# 2台のピアノのための協奏曲 (モーツァルト)

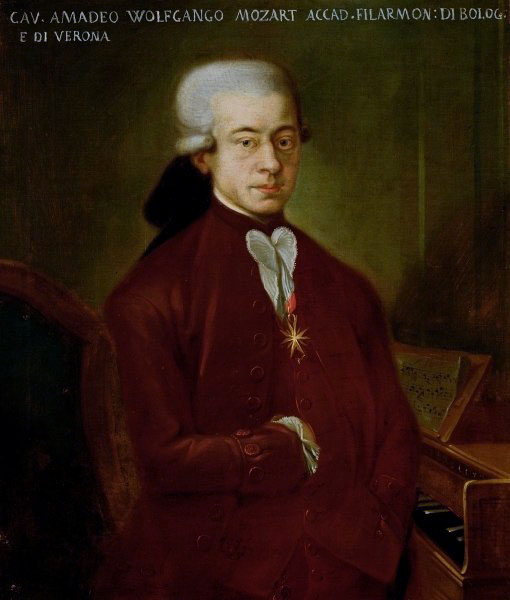
1777年のモーツァルト（ジョヴァンニ・マルティーニの依頼による）

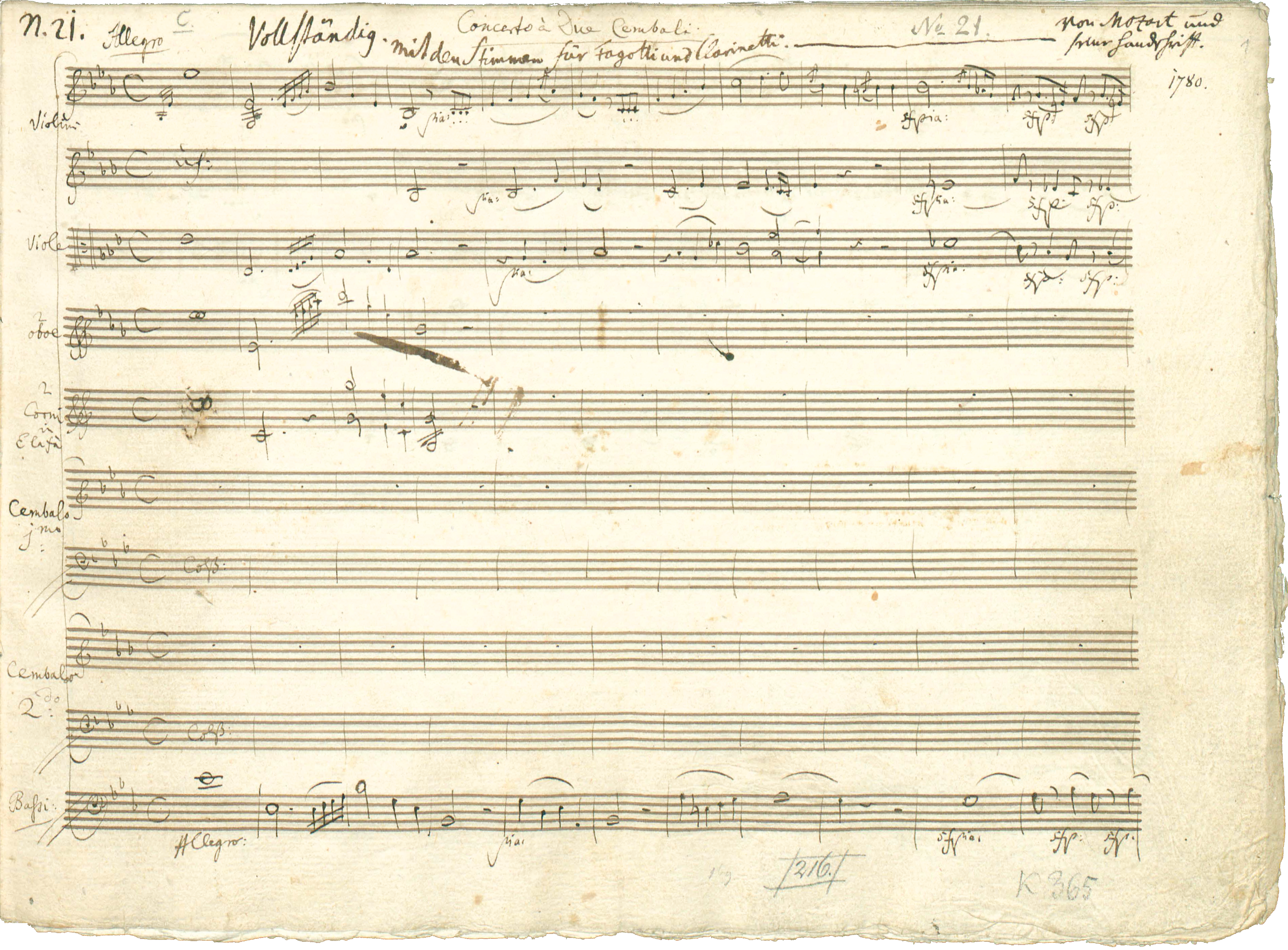
2台のピアノのための協奏曲 K.365 (316a)の自筆譜

2台のピアノのための協奏曲 変ホ長調 K.365 (316a) は、ヴォルフガング・アマデウス・モーツァルトが作曲した2台のピアノを独奏楽器とした協奏曲で、通し番号を付けて『ピアノ協奏曲第10番』とも呼ばれる。

## 概要
1775年から1777年にかけてザルツブルクで作曲された。従来は1779年に作曲されたと考えられてきたが、近年の研究によって、第1楽章と第2楽章はモーツァルトがおよそ1775年5月から1777年1月の間に用いていた五線紙に書かれており、協奏曲自体もこの時期に属すると見られる。モーツァルトは1781年に、ウィーンにいる自分に宛てて父レオポルトからこの協奏曲のコピーを送ってもらっている。同じ年の11月23日にアウエルンハンマー家での私的な演奏会で、弟子であり、パトロンでもあったヨーゼファ・バルバラ・アウエルンハンマーと共演している。また翌年の5月26日にはアウガルテンでの公開演奏でも演奏している。
旧モーツァルト全集では第10番と位置づけられているが、事実上これは『3台のピアノのための協奏曲（ピアノ協奏曲第7番）』（K. 242）と姉妹編を成している。第7番と同じく、何らかの委嘱によって書かれたと考えられているが、モーツァルトとナンネルが一緒に演奏するために自発的に作曲されたという説もある。
モーツァルトの弟子であるヨハン・ネポムク・フンメルは、ピアノ（2台用のパートをピアノ1台にまとめている）・フルート・ヴァイオリン・チェロ用の編曲を残しており、白神典子らが録音している。フンメルはまた、ピアノ1台用の編曲も書いている。
後に、ポーランド（現・リトアニア）のピアニストであるレオポルド・ゴドフスキーが、この協奏曲の第1楽章用に2つのカデンツァを作曲している。

## 楽器編成
独奏ピアノ2台、オーボエ2、ファゴット2、ホルン2、弦五部。
後にクラリネット2、トランペット2、ティンパニを追加した版も存在し、これはモーツァルトが1782年5月26日に行われたアウガルテンでの公開演奏の際に追加したものとされていたが、これらのパートは1881年頃にブライトコプフ・ウント・ヘルテル社から出版された楽譜に初めて現れたもので、自筆譜や筆写譜にも書かれていないため、モーツァルト自身ではなく別の人物の手によって追加された可能性が指摘されている。

## 構成
全3楽章、演奏時間は約24分。
- 第1楽章 アレグロ
変ホ長調、4分の4拍子、ソナタ形式。
颯爽たる風格を有したアレグロの楽章。
- 第2楽章 アンダンテ
変ロ長調、4分の3拍子、三部形式。
優雅にゆったりと流れる楽章で、細やかな音形が歌われる。
- 第3楽章 ロンドー：アレグロ
変ホ長調、4分の2拍子、ロンド形式。
活発なアレグロで、ユーモラスな明るさを含んでいる。